# Могила, Андрей Моисеевич
Андрей Моисеевич Мовилэ (Могила)  (укр. Андрій Моисейович Мовіле (Могила); 1630, Мена, Q20082155? — 1689, Трахтемиров) — Гетман Его Королевской Милости Правобережной Украины с 1684 по 1699 год.

## Биография
О происхождении Андрея Могилы известно, что он сын Господаря Молдовы Мойса Могила . Получил хорошее образование и военную подготовку. Способствовал этому богатый опыт его знаменитого предка Стефана чел Марэ.
Жена - Анастасия (девичья фамилия, отчество - ?)
Андрей – Князь. Правобережный Гетьман Е. К. М., воеводич (1684 – 1699). В 1699 пост Гетьмана Правобережной Украины был упразднён (?) сеймом Речи Посполитой, возможно, за созданную оппозицию российскому царю – Петру I. Андрей похоронен на территории Трахтемировского замка, перезахоронен в 1804 году на Букрынское центральное кладбище в связи с угрозой полного уничтожения территории замка российскими оккупационными войсками. 1663—1735.
В молодости был запорожским казаком, потом был принят на королевскую службу пехотным полковником во время молдавского похода Куницкого. Принимал участие в битвах под Кицканами в 1683 году и Рени, под его командой была казацкая пехота. 
В марте 1684 года, на основании королевского указа стал Гетманом Правобережной Украины. Резиденция А. Могилы находилась в Каменец-Подольская крепость. Могила вëл борьбу против постоянной московской агрессии на Правобережной Украине. В мае 1684 года у местечка Студеница казацкий полк гетмана попал в засаду и был уничтожен. Могиле с тридцатью казаками удалось спастись и добраться до Немирова. Но тут казаки учинили мятеж в войске, большинство из них (около 4 тысяч человек) покинули гетмана и были приняты в казацкие полки на Левобережной Украине. С верными присяге подчинёнными гетман Андрей Могила перенёс свою ставку в Трахтемировская крепость
В дальнейшем казацкое войско Могилы неоднократно принимало участие в боях с турками на Подолье. Гетман и его казаки в декабре 1684 года отличились в битве под Цуцорой. Однако вследствие массовых переходов на Левобережье к (1698) в его реестре значилось всего 1872 казака в трех полках.
Андрей Могила после упразднения Польским Сеймом должности Гетьмана Правобережной Украины под давлением Москвы остался вместе с верными ему подчинёнными казаками на территории Трахтемировской крепости. Однако точная дата смерти остаётся предметом дискуссий историков.
Похоронен был на территории Трахтемиоовсеой крепости под Киевом.
В село Малый Букрин Киевской области в 1804 году были перенесены останки Гетьмана А. Могилы (Мовилэ) и на старинном кладбище до наших времен сохранился Мальтийский крест второй половины XVIII века с надписью «тут почивает раб божий Андрей Могила и жена его Анастасия и дата буквами 1804 г. Крест установлен в год восшествия Наполеона на императорский престол».
Сын А. Могилы после смерти отца служил при королевском дворе Яна ІІІ Собеского.

## Оценки современников
Гетман Иван Мазепа в 1689 году про Андрея Могилу высказался категорично: «Оний не тилко пяний, але и тверезий однаковий» (рус. Он не только пьяный, но и трезвый одинаковый).